# Leandra organensis
Leandra organensis är en tvåhjärtbladig växtart som beskrevs av Célestin Alfred Cogniaux. Leandra organensis ingår i släktet Leandra och familjen Melastomataceae. Inga underarter finns listade i Catalogue of Life.